# Violinrockor
Violinrockor Trygonorrhinidae är en familj av batoider inom ordningen Kil- och sågfiskar (Rhinopristiformes). Totalt förekommer det 9 beskrivna arter i familjen. Violinrockor förekommer över hårt bottensubstrat såväl som över mjukbotten och sjögräsängar. Violinrockor lever i tropiska och tempererade hav. 